# Kletno
Kletno (in lingua russa Клетно) è una città della Russia, sul fiume Oredež, nell'Oblast' di Leningrado.